# Rašinovac
Rašinovac je naseljeno mjesto u općini Bosanski Petrovac, Federacija Bosne i Hercegovine, BiH.

## Zemljopis
Na par kilometara od Bosanskog Petrovca, na obe strane ceste za Bosansku Krupu smješteno je mjesto Rašinovac. Proteže se skoro do Suvaje. I on je na blagim padinama Grmeča na kojima se prepoznaju uzvišenja: Gradina, Gajevi, Šainovac i Frgića Vrh, a iza je Stražbenica kao međa prema Krnjoj Jeli. Nema izvora vode, osim malo dalje, u polju, je izvor Pećina.

## Povijest
Gradina Šainovac u Rašinovacu je dimenzija 300x180 metara. Pripada ilirskom razdoblju.
U selu je rođen Narodni heroj Jugoslavije Zdravko Čelar. Jedno mjesto u Srbiji, kod Novog Sada, dobilo je po njemu ime Čelarevo. To mjesto je 1945. kolonizirano stanovništvom s područja Bosanskog Petrovca.

## Stanovništvo

### Popisi 1971. – 1991.
| Rašinovac          |              |              |              |
| godina popisa      | 1991.        | 1981.        | 1971.        |
| Muslimani          | 331 (52,79%) | 352 (50,57%) | 347 (46,26%) |
| Srbi               | 271 (43,22%) | 318 (45,68%) | 390 (52,00%) |
| Hrvati             | 0            | 0            | 0            |
| Jugoslaveni        | 11 (1,75%)   | 24 (3,44%)   | 12 (1,60%)   |
| ostali i nepoznato | 14 (2,23%)   | 2 (0,28%)    | 1 (0,13%)    |
| ukupno             | 627          | 696          | 750          |

### Popis 2013.
| Rašinovac          |              |
| godina popisa      | 2013.        |
| Bošnjaci           | 327 (82,16%) |
| Srbi               | 62 (15,58%)  |
| Hrvati             | 0            |
| ostali i nepoznato | 9 (2,26%)    |
| ukupno             | 398          |